# High Court of Jammu and Kashmir and Ladakh
Der High Court of Jammu and Kashmir and Ladakh (Urdu جموں و کشمیر و لداخ عدالت عالیہ) ist ein Obergericht in Indien. Sein Zuständigkeitsbereich erstreckt sich auf die beiden Unionsterritorien Jammu and Kashmir und Ladakh. Vor 2019 war das Gericht unter der Bezeichnung High Court of Jammu and Kashmir für den ehemaligen Bundesstaat Jammu und Kashmir zuständig.

## Geschichte
Am 26. März 1928 wurde per Dekret des herrschenden Maharadschas Hari Singh ein oberstes Gericht im damaligen Fürstenstaat Jammu und Kashmir eingerichtet. Zum ersten Vorsitzenden Richter (Chief Justice) wurde Lala Kanwar Sein bestellt, der zwei Beisitzende Richter (Puisne Judges) zur Seite gestellt bekam. Das Gericht hielt seine Sitzungen üblicherweise entweder in Jammu oder in Srinagar ab. Durch die 1939 von Maharadscha Hari Singh dekretierte Verfassung erhielt es einen hohen Grad an richterlicher Unabhängigkeit. Nach dem Anschluss Jammu und Kashmirs an das unabhängig gewordene Indien erhielt das Gericht 1956 formell die Funktion eines High Courts für den Bundesstaat Jammu und Kashmir. Im Jahr 2021 hatte das Gericht eine maximale Sollstärke von 17 Richtern (darunter 13 permanente und zusätzliche Richter).
Nachdem der Bundesstaat Jammu und Kashmir am 31. Oktober 2019 auf Betreiben der indischen Unionsregierung aufgelöst und in die zwei neuen Unionsterritorien Jammu and Kashmir und Ladakh aufgeteilt worden war, erhielt der frühere High Court den Namen Common High Court of the Union territory of Jammu and Kashmir and the Union territory of Ladakh. Diese Bezeichnung wurde am 18. Juli 2021 per Präsidentenerlass (Jammu and Kashmir Reorganization (Redressal of Difficulties) Order, 2021) in High Court of Jammu and Kashmir and Ladakh geändert.
Zwischen Mai und Ende Oktober nimmt das Gericht traditionell seinen Hauptsitz in Srinagar und von November bis Ende April in Jammu. Jedoch sind sowohl die Zweigstellen in Jammu als auch in Srinagar ganzjährig mit Richtern besetzt.